# Heteronychus mosambicus
Heteronychus mosambicus är en skalbaggsart som beskrevs av Louis Albert Péringuey 1908. Heteronychus mosambicus ingår i släktet Heteronychus och familjen Dynastidae. Inga underarter finns listade i Catalogue of Life.